# Сан Карлос
 Тази статия е за града в Калифорния.  За острова в Карибско море вижте Сан Карлос (остров).  
Сан Карлос (на испански: San Carlos) е град в окръг Сан Матео в района на залива на Сан Франциско, щата Калифорния, САЩ.

## Население
Сан Карлос е с население от 27 718 души. (2000)

## География
Общата площ на Сан Карлос е 15,40 км2 (5,90 мили2).

## Съседни градове
- Редуд Сити (на юг-югоизток)